# Сан Пасквале (Кјети)
Сан Пасквале (итал. San Pasquale) је насеље у Италији у округу Кјети, региону Абруцо.
Према процени из 2011. у насељу је живело 369 становника. Насеље се налази на надморској висини од 88 м.